# 广安门南街
39°52′44″N 116°21′01″E / 39.8788887°N 116.3503041°E
广安门南街是位于中国北京市西城区南部的一条街。

## 简介
广安门南街北起广安门内大街，南到右安门西街，西临北京外城西护城河，其南端与右安门西街的交汇处位于北京外城西护城河西南拐角的内侧。
1965年，广安门内大街至白纸坊西街段定名“广安门南顺城街”，因位于北京外城广安门以南的城墙旁边而得名。1965年，白纸坊西街至右安门西城根（今右安门西街）段定名“广安门南城根”，因位于旧时广安门城墙南侧而得名，1980年代末，广安门南城根更名为“广安门南街”。1991年，天宁寺立交桥建成，“广安门南顺城街”并入“广安门南街”。